# Ligue professionnelle de basket-ball (Russie)
La Ligue professionnelle de basket-ball (russe : Профессиональная баскетбольная лига (ПБЛ), Professionalnaïa basketbolnaïa liga) ou encore PBL, est la première division du championnat de Russie de basket-ball entre 2010 et 2013. Ce championnat regroupe les 10 meilleures équipes russes. les équipes s'affrontent en matchs aller-retour, soit un total de 18 matchs. La PBL est ensuite fusionnée avec la VTB United League.

## Historique
Créée en 2010, la ligue professionnelle de basket-ball succède à la Superligue de Russie, qui était l'élite du championnat russe depuis 1992 et le démantèlement de l'Union soviétique. Lors de sa saison inaugurale en 2010-2011, la ligue comprenait 10 équipes, dont 9 avaient participé à la Superligue de Russie en 2009-2010, la dixième équipe étant le BK Nijni Novgorod.
La saison 2010-2011 débute le 9 octobre 2010 avec une rencontre entre le MBK Dynamo Moscou et le CSKA Moscou, sur le parquet du Dynamo. Le CSKA l'emporte sur le score de 81 à 63.
La saison 2011-2012 comprend également 10 équipes, le MBK Dynamo Moscou étant remplacé par le champion de la Superligue de Russie 2011, le Spartak Primorie Vladivostok.
Lors de la saison 2012-2013, la compétition change de forme puisque le champion est désigné à la fin de la saison régulière. Le CSKA conserve toutefois son titre.
Les clubs de la PBL jouent quasi-tous en VTB United League, ligue dans laquelle jouent aussi les meilleurs clubs d'Europe de l'Est. Début 2012, la PBL et la VTB United League décident de fusionner à compter de la saison 2013-2014. Le champion de Russie est ainsi déterminé lors de la VTB United League. Le Trioumf Lioubertsy est accepté en VTB United League pour la saison 2012-2013,,.

## Clubs lors de la saison 2012-2013
Les clubs de la saison 2012-2013 sont  :
- Ienisseï Krasnoïarsk
- Krasnye Krylya Samara
- Lokomotiv Kouban-Krasnodar
- BC Nijni Novgorod
- Spartak Saint-Pétersbourg
- Spartak Primorie Vladivostok
- Trioumf Lioubertsy
- UNICS Kazan
- BC Khimki Moscou
- CSKA Moscou

## Palmarès

### Sous la dénomination Superligue de Russie
- 1991-1992 CSKA Moscou
- 1992-1993 CSKA Moscou
- 1993-1994 CSKA Moscou
- 1994-1995 CSKA Moscou
- 1995-1996 CSKA Moscou
- 1996-1997 CSKA Moscou
- 1997-1998 CSKA Moscou
- 1998-1999 CSKA Moscou
- 1999-2000 CSKA Moscou
- 2000-2001 Ural Great Perm
- 2001-2002 Ural Great Perm
- 2002-2003 CSKA Moscou
- 2003-2004 CSKA Moscou
- 2004-2005 CSKA Moscou
- 2005-2006 CSKA Moscou
- 2006-2007 CSKA Moscou
- 2007-2008 CSKA Moscou
- 2008-2009 CSKA Moscou
- 2009-2010 CSKA Moscou

### Sous la dénomination Ligue professionnelle de basket-ball
Le palmarès est le suivant  :
| Saison    | Champion    | Finaliste | Vainqueur saison régulière |
| --------- | ----------- | --------- | -------------------------- |
| 2010-2011 | CKSA Moscou | BC Khimki | UNICS Kazan                |
| 2011-2012 | CSKA Moscou | BC Khimki | CSKA Moscou                |
| 2012-2013 | CSKA Moscou | -         | -                          |